# Baoqing
Baoqing (chinesisch 宝清县, Pinyin Bǎoqīng Xiàn) ist ein Kreis der bezirksfreien Stadt Shuangyashan in der nordostchinesischen Provinz Heilongjiang. Er hat eine Fläche von 8.943 km² und zählt 331.377 Einwohner (Stand: Zensus 2020). Sein Hauptort ist die Großgemeinde Baoqing (宝清镇).
Die Yanwodao-Stätte (Yanwodao chengzhi 雁窝岛城址) einer Stadt aus der Zeit der Sui-Dynastie steht seit 2006 auf der Liste der Denkmäler der Volksrepublik China (6-64).

## Administrative Gliederung
Auf Gemeindeebene setzt sich der Kreis aus sechs Großgemeinden und vier Gemeinden zusammen. 